# Christian Schmidt-Rasmussen
Ej att förväxla med den bayerske politikern Christian Schmidt.
Christian Schmidt-Rasmussen, född 1963 i Köpenhamn i Danmark, är en dansk målare. Schmidt-Rasmussen utbildade sig på Det Kongelige Danske Kunstakademi från 1986 till 1992. Han hade sin första separatutställning 1991 med Refree love I på Galleri Baghuset i Köpenhamn. Han fick Carnegie Art Awards tredjepris 2012.

## Verk (i urval)
- 2024 Ud af Barndommen – Utsmyckning på Mozarts Plads station.[1]